# Mohammadi
Mohammadi es una ciudad y municipio situado en el distrito de Lakhimpur Kheri en el estado de Uttar Pradesh (India). Su población es de 44968 habitantes (2011). 

## Demografía
Según el censo de 2011 la población de Mohammadi era de 44968 habitantes, de los cuales 23643 eran hombres y 21825 eran mujeres. Mohammadi tiene una tasa media de alfabetización del 62,91%, superior a la media estatal del 67,68%: la alfabetización masculina es del 66,64%, y la alfabetización femenina del 58,75%.